# Надалбешти (Арад)
Надалбешти (рум. Nădălbești) насеље је у Румунији у округу Арад у општини Игнешти. Oпштина се налази на надморској висини од 285 m.

## Становништво
Према подацима из 2002. године у насељу је живело 144 становника, од којих су сви румунске националности.